# حمض ميثيل المالونيك
حمض ميثيل المالونيك (بالإنجليزية: Methylmalonic acid) هو حمض ثنائي الكربوكسيل وهو مشتق من مثيلة- C من المالونات.
يتم تحويل مرافق إنزيم-أ الشكل المرتبط بحمض ميثيل المالونيك، methylmalonyl-CoA، إلى succinyl-CoA بواسطة methylmalonyl-CoA mutase، في تفاعل يتطلب فيتامين بي12 كعامل مساعد. بهذه الطريقة، يدخل دورة كريبس، وبالتالي فهو جزء من أحد ردود الفعل اللاإرادية.

## علم الأوبئة

### نقص فيتامين بي12
قد تشير زيادة مستويات حمض الميثيل مالونيك إلى نقص فيتامين بي12. الاختبار حساس للغاية (أولئك الذين يعانون من نقص فيتامين بي12 لديهم دائما مستويات مرتفعة تقريبا) ولكن ليس محددا (أولئك الذين لا يعانون من نقص فيتامين بي12 قد يكون لديهم مستويات مرتفعة أيضا). يرتفع حمض ميثيل المالونيك في  90–98% من المرضى الذين يعانون من نقص فيتامين بي12. الفحص لديه خصوصية أقل لأن 20–25% من المرضى الذين تزيد أعمارهم عن 70 عاما لديهم مستويات مرتفعة من حمض الميثيل مالونيك، ولكن 25–33%  منهم لا يعانون من نقص فيتامين بي12. لهذا السبب، لا ينصح باختبار مستويات حمض الميثيل مالونيك بشكل روتيني لدى كبار السن.

### الأمراض الأيضية
يرتبط الفائض بفرط حمض ميثيل المالونيك في الدم.
إذا كانت مستويات حمض ميثيل المالونيك المرتفعة مصحوبة بمستويات مرتفعة من حمض المالونيك، فقد يشير ذلك إلى المرض الأيضي جنبا إلى جنب بيلة حمضية مالونيك وميثيل مالونيك (CMAMMA). من خلال حساب نسبة حمض المالونيك إلى حمض ميثيل المالونيك في البلازما، يمكن تمييز CMAMMA عن وجود حمض ميثيل المالونيك الكلاسيكي في الدم.

### فرط النمو البكتيري في الأمعاء الدقيقة
يمكن أن يؤدي فرط النمو البكتيري في الأمعاء الدقيقة أيضا إلى مستويات مرتفعة من حمض ميثيل المالونيك بسبب منافسة البكتيريا في عملية امتصاص فيتامين بي12. ينطبق هذا على فيتامين بي12 من الطعام والمكملات الغذائية عن طريق الفم ويمكن التحايل عليه عن طريق حقن فيتامين بي12.

## القياس
يتم قياس تركيزات ميثيل المالونيك في الدم عن طريق مطياف الكتلة الكروماتوجرافية الغازية أو LC-MS وتتراوح القيم المتوقعة من حمض ميثيل المالونيك في الأشخاص الأصحاء بين 73 و271 نانومول/لتر.